# Тетер, Ханна
Ханна Тетер (англ. Hannah Teter; 27 января 1987 года, Холли-Маутин, США) — американская сноубордистка, выступающая в хафпайпе. Олимпийская чемпионка игр 2006 года в Турине и серебряный призёр Олимпийских игр 2010 в Ванкувере. Победительница и многократный призёр X Games. Бронзовый призёр чемпионата мира в хафпайпе (2005).
Принимала участие в съёмках фильма «Первый спуск».
Встречается с звездой американского реалити-шоу "Real World: Kay West" и "The Callenge" Джонни Девенанзио, больше известного как Джонни Бананас.